# Ken Kirzinger
Kenneth Kirzinger (Saskatchewan, 4 de novembro de 1959) é um ator e dublê canadense mais conhecido por suas interpretações de Jason Voorhees em Freddy vs. Jason (2003), Pa em Wrong Turn 2: Dead End (2007) e Rusty Nail em Joy Ride 3 : Roadkill (2014).

## Carreira

### Papel como Jason Voorhees
Com 1,97 m, ele é o homem mais alto a ter interpretado Jason Voorhees em Freddy vs. Jason. O diretor Ronny Yu tentou limitar as cenas de Kirzinger no filme o máximo possível. Por causa desse dublê, Glenn Ennis foi chamado para fazer uma série de acrobacias, incluindo um dublê mostrando Jason caminhando por um campo matando adolescentes enquanto estavam em chamas. Antes de ser escalado como Jason em Freddy vs. Jason, ele desempenhou um pequeno papel no filme de 1989, Friday the 13th Part VIII: Jason Takes Manhattan.